# Godgifu d'Inghilterra
Godgifu o Goda d'Inghilterra (1005 circa – 1049 circa) è stata una nobile anglosassone.

## Biografia
Ultima figlia di re Etelredo II d'Inghilterra e della seconda moglie Emma di Normandia, Godgifu (in anglosassone "dono di Dio") nacque alcuni anni dopo il 1000. Ancora bambina, dovette recarsi in esilio col fratello Edoardo in Normandia, patria della madre. Pare che fosse stato organizzato il fidanzamento col futuro duca Roberto I, ma esso dovette sfumare in quanto Godgifu sposò infine il conte Drogone di Mantes.
Dopo la morte del primo marito nel 1035 si risposò con Eustachio II di Boulogne. Non rientrò mai in Inghilterra, morendo sempre in esilio attorno al 1049, quando le fonti smettono di menzionarla. Una copia dei vangeli risalente all'XI secolo, in uso durante il medioevo presso la cattedrale di Rochester, reca la dedica in latino «alla chiesa di Rochester, dalla contessa Goda», il che suggerirebbe comunque contatti stabili con l'Inghilterra da parte della principessa.

## Discendenza
Godgifu diede al primo marito Drogone di Mantes tre figli:
- Ralf (circa 1025-1057), conte di Hereford;
- Gualtiero (circa 1030-1063), conte di Vexin;
- Folco.

Alcune fonti dubitano dell'effettiva maternità dei figli di Drogone da parte di Godgifu in quanto, contrariamente alle usanze dell'epoca, nessuno di essi portò un nome tipicamente anglosassone.
Al secondo marito Eustachio II di Boulogne Godgifu non diede figli.

## Ascendenza
|                           |                          |                       | Genitori |  |  | Nonni |  |  | Bisnonni                |  |  | Trisnonni          |  |
|                           |                          |                       |          |  |  |       |  |  | Edmondo I d'Inghilterra |  |  | Edoardo il Vecchio |  |
|                           |                          |                       |          |  |  |       |  |  | Edmondo I d'Inghilterra |  |  | Edoardo il Vecchio |  |
|                           |                          | Edgiva di Kent        |          |  |  |       |  |  | Edmondo I d'Inghilterra |  |  |                    |  |
| Edgardo d'Inghilterra     |                          |                       |          |  |  |       |  |  | Edmondo I d'Inghilterra |  |  |                    |  |
|                           |                          | Elgiva di Shaftesbury | …        |  |  |       |  |  |                         |  |  |                    |  |
|                           |                          | Elgiva di Shaftesbury | …        |  |  |       |  |  |                         |  |  |                    |  |
|                           |                          | Elgiva di Shaftesbury | Wynflaed |  |  |       |  |  |                         |  |  |                    |  |
| Etelredo II d'Inghilterra |                          | Elgiva di Shaftesbury |          |  |  |       |  |  |                         |  |  |                    |  |
|                           |                          | Ordgar di Devon       | …        |  |  |       |  |  |                         |  |  |                    |  |
|                           |                          | Ordgar di Devon       | …        |  |  |       |  |  |                         |  |  |                    |  |
|                           |                          | Ordgar di Devon       | …        |  |  |       |  |  |                         |  |  |                    |  |
| Elfrida d'Inghilterra     |                          | Ordgar di Devon       |          |  |  |       |  |  |                         |  |  |                    |  |
|                           |                          | …                     | …        |  |  |       |  |  |                         |  |  |                    |  |
|                           |                          | …                     | …        |  |  |       |  |  |                         |  |  |                    |  |
|                           |                          | …                     | …        |  |  |       |  |  |                         |  |  |                    |  |
| Godgifu d'Inghilterra     |                          | …                     |          |  |  |       |  |  |                         |  |  |                    |  |
|                           | Guglielmo I di Normandia | Rollone               |          |  |  |       |  |  |                         |  |  |                    |  |
|                           | Guglielmo I di Normandia | Rollone               |          |  |  |       |  |  |                         |  |  |                    |  |
|                           | Guglielmo I di Normandia | Poppa di Bayeux       |          |  |  |       |  |  |                         |  |  |                    |  |
| Riccardo I di Normandia   | Guglielmo I di Normandia |                       |          |  |  |       |  |  |                         |  |  |                    |  |
|                           |                          | Sprota                | …        |  |  |       |  |  |                         |  |  |                    |  |
|                           |                          | Sprota                | …        |  |  |       |  |  |                         |  |  |                    |  |
|                           |                          | Sprota                | …        |  |  |       |  |  |                         |  |  |                    |  |
| Emma di Normandia         |                          | Sprota                |          |  |  |       |  |  |                         |  |  |                    |  |
|                           |                          | …                     | …        |  |  |       |  |  |                         |  |  |                    |  |
|                           |                          | …                     | …        |  |  |       |  |  |                         |  |  |                    |  |
|                           |                          | …                     | …        |  |  |       |  |  |                         |  |  |                    |  |
| Gunnora di Normandia      |                          | …                     |          |  |  |       |  |  |                         |  |  |                    |  |
|                           |                          | …                     | …        |  |  |       |  |  |                         |  |  |                    |  |
|                           |                          | …                     | …        |  |  |       |  |  |                         |  |  |                    |  |
|                           |                          | …                     | …        |  |  |       |  |  |                         |  |  |                    |  |
|                           |                          | …                     |          |  |  |       |  |  |                         |  |  |                    |  |